# Agdistis aberdareana
Agdistis aberdareana är en fjärilsart som beskrevs av Ernst Arenberger 1988. Agdistis aberdareana ingår i släktet Agdistis och familjen fjädermott. Inga underarter finns listade i Catalogue of Life.